# 普耶韋湖
40°41′01″S 72°27′46″W / 40.68361°S 72.46278°W

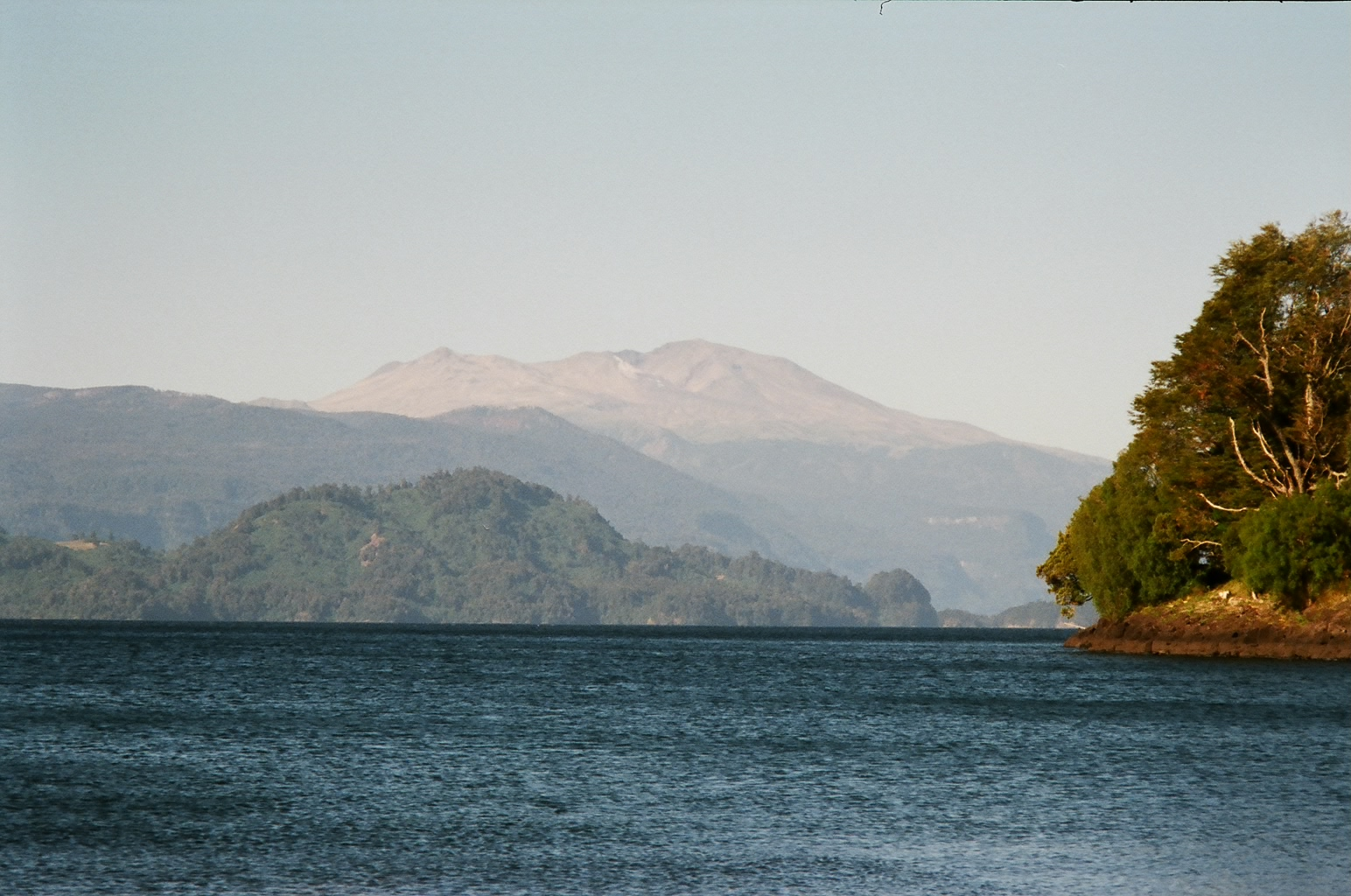

普耶韋湖是智利的湖泊，位於該國南部，由湖大區管轄，長23公里、寬11.5公里，面積157平方公里，集水區面積1,267平方公里，海拔高度212米，最大水深135米，蓄水量12.6立方公里。